# Leo Rivas
Leonardo Andrés Rivas (Maracay, Venezuela, 10 de octubre de 1997), más conocido como Leo Rivas, es un jugador profesional venezolano de béisbol que se desempeña en la posición de campocorto en Seattle Mariners, equipo de las Grandes Ligas de Béisbol (MLB).

## Carrera
En 2024, Rivas hizo su debut en la MLB con el equipo Seattle Mariners, donde lleva jugando una temporada.